# Misleydis González
Misleydis González (Misleydis González Herrera; * 19. Juni 1978 in Bayamo) ist eine ehemalige kubanische Kugelstoßerin.
Ihre ersten internationalen Erfolge hatte sie bei den Zentralamerika- und Karibik-Meisterschaften, bei denen sie 2001 und 2003 siegte.
2004 wurde González Sechste bei den Hallenweltmeisterschaften 2004 in Budapest, gewann Silber bei den Ibero-Amerikanischen Meisterschaften und belegte den siebten Platz bei den Olympischen Spielen in Athen.
2005 kam González bei den Weltmeisterschaften in Helsinki auf den zehnten Platz und gewann Bronze bei der Universiade. Einer Goldmedaille bei den Panamerikanischen Spielen 2007 folgte ein elfter Platz bei den Weltmeisterschaften 2007 in Osaka.
2008 wurde González mit persönlicher Hallen-Bestleistung von 18,75 m bei den Hallenweltmeisterschaften in Valencia zunächst Vierte und kam nach der Doping-Disqualifikation von Nadseja Astaptschuk auf den Bronzerang. Bei den Olympischen Spielen in Peking kam sie mit persönlichem Freiluft-Rekord von 19,50 m zunächst ebenfalls auf den vierten Platz. Wegen Dopings bei zwei vor ihr platzierten Teilnehmerinnen  rückte sie mittlerweile (2017) auf den Silberrang vor.
2010 belegte González bei den Hallenweltmeisterschaften in Doha zunächst den siebten Platz und rückte nach den Doping-Disqualifikationen der Belarussinnen Nadseja Astaptschuk und Natallja Michnewitsch auf den fünften Rang vor.
Misleydis González ist 1,79 m groß und hatte ein Wettkampfgewicht von 75 kg und zählte zu den „Leichtgewichten“ ihrer Disziplin.